# Estación de Nimes
Nimes es una estación de tren en Nimes, departamento de Gard, Francia. La estación se encuentra ubicada en 1 Boulevard Sergent Triaire, 30000 Nîmes. La estación fue utilizada por más de 4 millones de viajeros en 2016.

## Servicios de tren
Los siguientes servicios actualmente hacen escala en la estación:
- Servicios de alta velocidad (TGV) París - Valence - Nimes - Montpellier - Béziers
- Servicios de alta velocidad (TGV) París - Lyon - Nimes - Montpellier - Narbona - Perpiñán
- Servicios de alta velocidad (TGV) París - Valence - Nimes - Montpellier - Perpiñán - Barcelona
- Servicios de alta velocidad (TGV) Lyon - Nimes - Montpellier - Perpiñán - Barcelona
- Servicios de alta velocidad (AVE) Marsella - Nimes - Montpellier - Perpiñán - Barcelona - Madrid
- Servicios de alta velocidad (TGV) Bruselas - Lille - París-Charles de Gaulle - Lyon - Nimes - Montpellier - Perpiñán
- Servicios de alta velocidad (TGV) Lyon - Nimes - Montpellier - Toulouse
- Servicios interurbanos (Intercités) Burdeos - Toulouse - Montpellier - Marsella
- Servicios regionales (TER Occitanie) Narbona - Béziers - Montpellier - Nimes - Aviñón
- Servicios regionales (TER Occitanie) Cerbère - Perpiñán -Narbona - Montpellier - Nimes - Aviñón
- Servicios regionales (TER Occitanie) Narbona - Montpellier - Nimes - Arles - Marsella
- Servicios locales (TER Occitanie) Nimes - Vauvert - Le Grau-du-Roi
- Servicios locales (TER Occitanie) Clermont - Ferrand - Brioude - Génolhac - Alès - Nimes